# یشیلیورت (ملطیه)
یشیلیورت (به ترکی استانبولی: Yeşilyurt) یک منطقهٔ مسکونی در ترکیه است که در استان ملطیه واقع شده‌است.